# Czesław Jan Kaden
Czesław Jan Kaden (ur. 27 stycznia 1885 w Krakowie, zm. 17 listopada 1938 w Warszawie) – polski oficer wojskowy, aktor komediowy i operetkowy, śpiewak, reżyser teatralny.

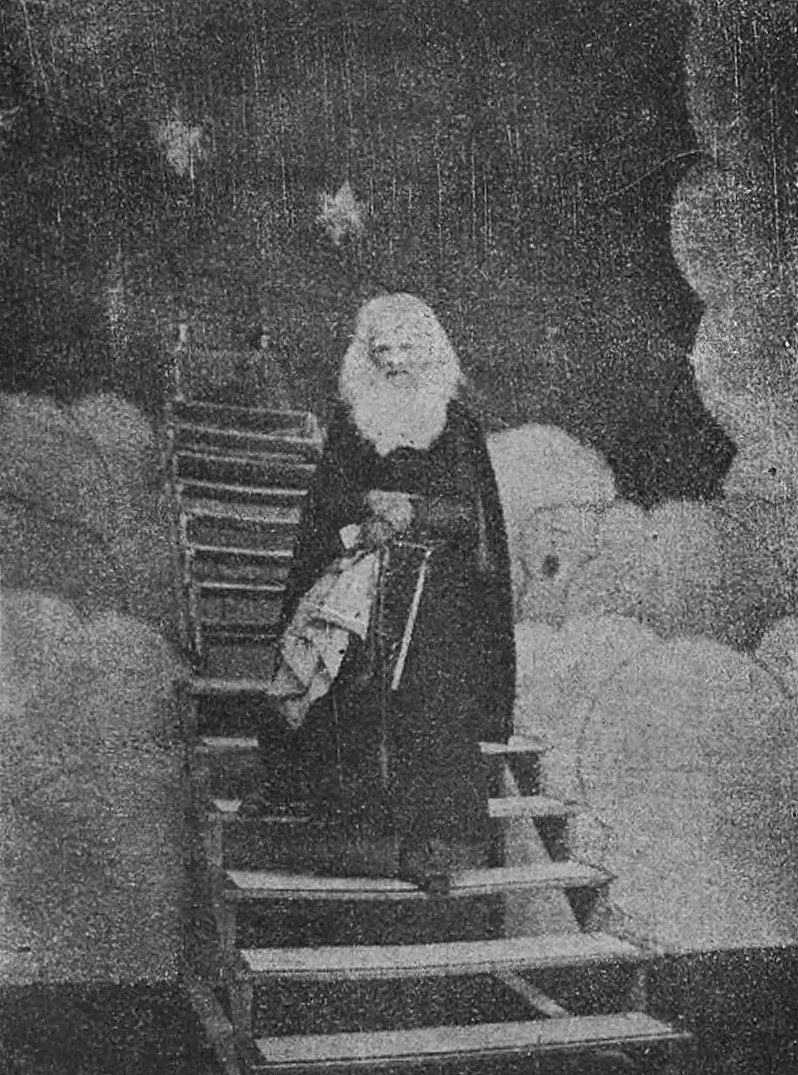
Czesław Kaden jako św. Piotr w grotesce Straszne dzieci Karola Huberta Rostworowskiego w Krakowie (sezon 1921/1922)

## Życiorys
Był synem ziemianina i adwokata Gustawa Adolfa Kadena i Róży z Hupertów, wnukiem weterana powstania listopadowego Ernesta Leopolda oraz bratem m.in. finansisty Henryka Ferdynanda Kadena, lekarza Kazimierza Kadena i Heleny Bandrowskiej - matki pisarzy Juliusza Kadena-Bandrowskiego i Jerzego Bandrowskiego.
Po nauce w gimnazjum w Krakowie i odbyciu służby w cesarskiej i królewskiej armii studiował najpierw medycynę, a potem ekonomię w Wyższej Szkole Handlowej w Lipsku.
Jego debiut sceniczny miał miejsce na deskach warszawskiego Teatru Małego w 1908. Popularność zdobył dzięki występom w kabarecie literackim Momus Arnolda Szyfmana na przełomie 1909 i 1910, a zwłaszcza nieco później, gdy w latach 1910–1913 został zaangażowany przez Ludwika Hellera do Teatru Miejskiego we Lwowie. Przed I wojną światową występował też na innych scenach warszawskich, lubelskich i łódzkich. Ze względu na talent mimiczny nazywano go wówczas „człowiekiem o gumowej twarzy”.
Zmobilizowany jako oficer rezerwy. W 1915 dostał się do rosyjskiej niewoli, w której przebywał m.in. w Wiatce i Samarze. Mimo że był jeńcem, grał w tym czasie w teatrach polskich i rosyjskich. W lipcu 1918 wstąpił ochotniczo do 5 Dywizji Strzelców Polskich, formującej się na Syberii. Zajmował się sprawami organizacyjnymi i werbunkowymi. Przy Dywizji założył Teatr Żołnierza Polskiego w Nowonikołajewsku, który grał dla rodaków - wojskowych i cywilów – na obczyźnie. W 1920 znalazł się wśród tej części żołnierzy dywizji, którym udało się zbiec przed uwięzieniem przez Armię Czerwoną do Harbinu. Tam oraz w Szanghaju i innych miastach chińskich nadal grywał dla publiczności, złożonej z polskich uchodźców.
U schyłku 1920 powrócił przez Marsylię do Polski. Do 1923 mieszkał w rodzinnym Krakowie, gdzie występował w Teatrach: Powszechnym, Miejskim i Bagatela oraz teatrzykach rewiowych i kabaretach. Następnie przez jeden sezon pracował w Warszawie (Teatr Nowości), a przez trzy kolejne w Poznaniu (Teatr Nowy). Lata 1927–1930 spędził w Bydgoszczy, gdzie był aktorem oraz reżyserem komedii i operetek w Teatrze Miejskim, a kolejne sześć sezonów ponownie w poznańskim Teatrze Nowym. W 1934 pozostawał w ewidencji Powiatowej Komendy Uzupełnień Poznań Miasto z przydziałem do Oficerskiej Kadry Okręgowej Nr VII. Został zweryfikowany w stopniu porucznika ze starszeństwem z dniem 1 czerwca 1919 r. w korpusie oficerów rezerwy piechoty. Od 1936 do śmierci pracował w Teatrze Letnim w Warszawie.
Zarządzeniem prezydenta RP Ignacego Mościckiego z 7 lipca 1931 został odznaczony Medalem Niepodległości za pracę w dziele odzyskania niepodległości.
W dniu 20 września 1910 wziął ślub z aktorką Adelą Bohuszewicz w kościele św. Mikołaja we Lwowie. Tam też 26 listopada 1911 urodziło się jego jedyne dziecko, znany później projektant wnętrz Henri Mathieu Kaden (zm. 15 lipca 1976 r. w Montrealu). Małżeństwo rozpadło się, a była żona wraz z synem w 1921 na zawsze wyjechali z Polski. Podczas pobytu w Rosji 27 stycznia 1918 ożenił się ponownie, z Elżbietą Witt.